# Лок, Стивен
Стивен Пенфорд Лок (англ. Stephen Penford Lock, род. 8 апреля 1929) — английский гематолог и редактор, занимавший с 1975 по 1991 год пост главного редактора британского медицинского журнала British Medical Journal, известного с 1988 года как The BMJ. Выдающийся учёный в области рецензирования, он ввёл термин «журналология» для обозначения научного изучения процесса академических публикаций. В 1990 году Юджин Гарфилд назвал его «старейшиной в деятельности биомедицинского редактирования».
Лок получил образование в колледже Куинз в Кембридже и медицинском колледже при больнице Святого Варфоломея, где он изучал гематологию.
До прихода в The BMJ он работал в больнице Святого Варфоломея, детской больнице и других больницах. Первоначально он начал работать в The BMJ в 1964 году в качестве помощника редактора и был повышен до должностей старшего помощника редактора и заместителя редактора, прежде чем стать главным редактором в 1975 году.
В 1982 году, будучи редактором The BMJ, он представил рождественский выпуск журнала, содержащий множество юмористических статей, а также интересных исторических рассказов о медицине. С тех пор этот беззаботный выпуск стал ежегодной традицией, хотя в последние годы юмористические элементы стали менее заметными. Лок также изменил систему рецензирования журнала, введя «комитет по подвешиванию статей», первоначально состоявший из двух врачей и двух официальных редакторов журнала; комитет отвечал за отбор статей для публикации в The BMJ из числа представленных материалов, рекомендованных внешними рецензентами. Термин «комитет по подвешиванию» отражал вид деятельности, наподобие того как художественная галерея принимает решение о вывешивании определённых произведений искусства.
Лок был соучредителем, совместно с Эдвардом Хутом, Ванкуверской группы (позднее Международного комитета редакторов медицинских журналов) и бывшим президентом Европейской ассоциации научных редакторов.